# 華世京
華世京（日语：／，7月5日—），寶塚歌劇團雪組男役。暱稱、 ，東京都世田谷區人，曾就讀於日本女子大学附属高等學校，身高171公分。

## 簡介
- 2020年，以首席成績進入寶塚歌劇團，106期生[3][4][5]，同期生有花妃舞音(現月組娘役)、華純沙那(現雪組娘役)。初次登台表演是月組公演『WELCOME TO TAKARAZUKA-雪と月と花と-(WELCOME TO TAKARAZUKA ─雪與月和花─)』『ピガール狂騒曲(皮加勒狂想曲)』[4][5][6]，之後被分到雪組。[3][4][5]
- 2021年，被選為阪急阪神初詣模特兒。[2][3][7][8]翌年被選為『蒼穹之昴』新人公演主角，也是第一次主演新人公演。[4][9]
- 2023年，在『ボイルド・ドイル・オンザ・トイル・トレイル(沸騰的道爾踏上艱辛之路)』新人公演再次擔任主角。[10]
- 2025年，第一次擔任寶塚Bow Hall公演主角，劇目為『ステップ・バイ・ミー(站在我這邊)』[11]。

## 寶塚歌劇團時期

### 初舞台
- 2020年9月25日 寶塚大劇場 月組公演『WELCOME TO TAKARAZUKA-雪と月と花と-(WELCOME TO TAKARAZUKA ─雪與月和花─)』『ピガール狂騒曲(皮加勒狂想曲)』[3][4][12]

### 雪組時期
- 2021年1-4月 『fff-フォルティッシッシモ-(fff －Fortississimo－～歡聲高唱！～)』『シルクロード〜盗賊と宝石〜(絲路～盜賊與寶石～)』[13]
- 2021年5-6月 寶塚Bow Hall、 KAAT神奈川藝術劇場『ほんものの魔法使(真正的魔法師)』飾演:ニニアン(尼尼安)[3][14][15]
- 2021年8-11月 『CITY HUNTER(城市獵人)』新人公演 飾演:小林豐(正式公演:彩海せら)『Fire Fever!(火焰狂熱)』[3][16]
- 2022年3-6月 『夢介千両みやげ(夢介千兩冤大頭)』飾演:走助 新人公演 飾演:伊勢屋總太郎(正式公演:朝美絢)『Sensational!(精彩繽紛!)』[3][17][18]
- 2022年7-8月 梅田藝術劇場 『ODYSSEY（オデッセイ）-The Age of Discovery-(奧德賽-發現的時代)』[3][19]
- 2022年10-12月 『蒼穹之昴』飾演:劉光第 新人公演 飾演:梁文秀(正式公演:彩風咲奈)[3][4][20][21][22]＊第一次擔任新人公演主角
- 2023年2-3月 御園座『BONNIE & CLYDE(邦妮和克萊德)』飾演:ハリー(哈利)[23]
- 2023年4-7月 『Lilac（ライラック）の夢路(紫丁香之夢路)』飾演:ヨーゼフ(約瑟夫) 新人公演 飾演:フランツ(弗朗茲)(正式公演:朝美絢)『ジュエル・ド・パリ!!(Jewel de Paris!!─巴黎的寶石─)』[24]
- 2023年8-9月 『愛するには短すぎる(愛苦短)』飾演:フランク・ペンドルトン(法蘭克·彭德爾頓)『ジュエル・ド・パリ!!(Jewel de Paris!!─巴黎的寶石─)』[25][26]※全國巡迴公演
- 2023年12月 寶塚大劇場 『ボイルド・ドイル・オンザ・トイル・トレイル(沸騰的道爾踏上艱辛之路)』飾演:アーサー・バルフォア(阿瑟·貝爾福)『FROZEN HOLIDAY（フローズン・ホリデイ）(冰雪假期)』[27]＊擔任每日謝幕領唱的歌姬(エトワール)
- 2024年1-2月 東京寶塚劇場 『ボイルド・ドイル・オンザ・トイル・トレイル(沸騰的道爾踏上艱辛之路)』飾演:アーサー・バルフォア(阿瑟·貝爾福) 新人公演 飾演:アーサー・コナン・ドイル(阿瑟·柯南·道尔)(正式公演:彩風咲奈)『FROZEN HOLIDAY（フローズン・ホリデイ）(冰雪假期)』[4][27]＊擔任新人公演主角
- 2024年4月15-21日 相模女子大學グリーンホール(相模原市文化會館)、5月4-8日 NHK大阪ホール(NHK大阪音樂廳) 『ALL BY MYSELF』[28]※彩風咲奈個人演唱會
- 2024年7-10月 『ベルサイユのばら-フェルゼン編-(凡爾賽玫瑰-菲爾遜篇)』新人公演 飾演:アンドレ(安德烈)(正式公演:縣千)[29]
- 2024年8月14-15日 パレスホテル東京(東京皇宮酒店)、8月19-20日 ホテル阪急インターナショナル(阪急國際飯店) 彩風咲奈ディナーショー『LAST MISSION』(彩風咲奈晚餐秀「最後使命」)[30]
- 2024年12月-2025年1月 梅田藝術劇場、KAAT神奈川藝術劇場 『FORMOSA!!(福爾摩沙)』飾演:ウィリアム・イネス(威廉・伊內斯)[31]
- 2025年3-6月 『ROBIN THE HERO(罗宾汉)』飾演:デイビット・ローズ(戴維特·羅斯) 新人公演 飾演:カーク・フォレスト（ノッティンガム長官）柯克‧福雷斯特（諾丁漢首長）(正式公演:諏訪さき)『オーヴァチュア！(序曲)』[32]
- 2025年8月 寶塚Bow Hall 『ステップ・バイ・ミー(站在我這邊)』飾演:ユージーン・エバンス(尤金・伊凡斯)[33]＊第一次擔任寶塚Bow Hall公演主角※預定
- 2025年11月-2026年2月『ボー・ブランメル～美しすぎた男～(美男布魯梅爾)』『Prayer～祈り～(祈禱)』※預定

## 外部連結
- 寶塚官網華世京的介紹頁面 （页面存档备份，存于）
- 東京都會電視台網站華世京簡介宝塚カフェブレイク登場人物華世京，存档于Archive.today（存檔日期 20250422）